# Pseudanthessius tortuosus
Pseudanthessius tortuosus är en kräftdjursart. Pseudanthessius tortuosus ingår i släktet Pseudanthessius och familjen Pseudanthessiidae. Inga underarter finns listade i Catalogue of Life.